# Culoarea apei

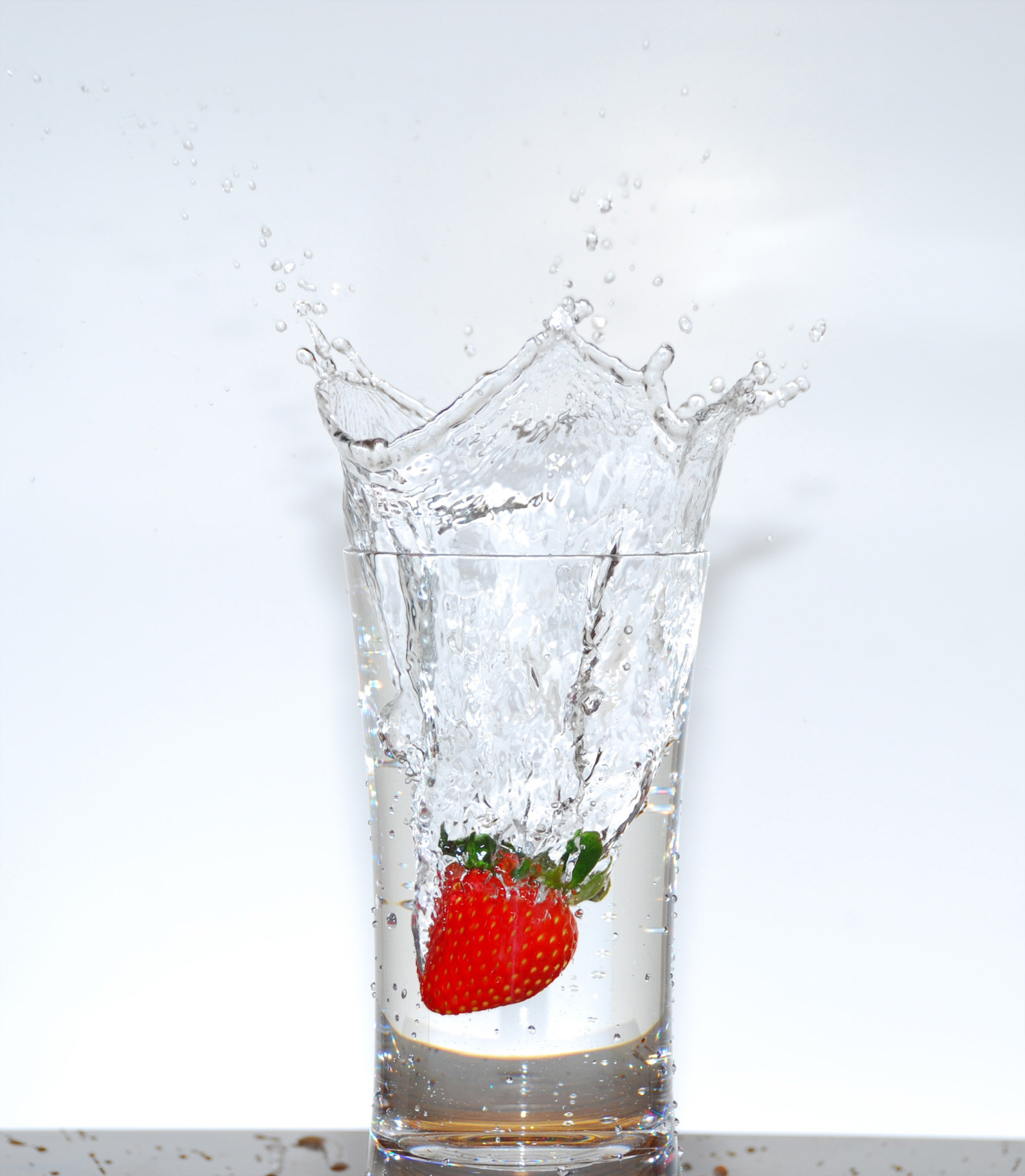
Atunci când apa este în cantitate mică (de exemplu, într-un pahar), aceasta pare a fi incoloră pentru ochiul uman

Culoarea apei variază în funcție de condițiile ambientale în care aceasta este prezentă. La observarea unor cantități relativ mici de apă aceasta apare fi incoloră, iar apa pură are o nuanță ușor albăstrie care devine mai profundă odată cu creșterea grosimei stratului de apă. Nuanța albastră a apei este o proprietate intrinsecă a acesteia și este cauzată de absorbția și dispersia selectivă a luminii albe. Elementele suspendate dizolvate sau impuritățile din apă îi pot da acesteia o culoare diferită. Astfel, culoarea generală a apei este incoloră pentru ochiul uman, cu toate acestea, aceasta pare albastră în cantități mari, o iluzie a nervilor optici.